# Kazalište u 1990.
◄◄ | ◄ | 1987. | 1988. | 1989. | 1990.  | 1991. | 1992. | 1993. | ► | ►►
Arhitektura • Astronautika • Astronomija • Biologija • Film • Fotografija • Glazba • Kazalište • Kemija • Kiparstvo • Knjige • Književnost • Kršćanstvo • Meteorologija • Medicina • Planinarstvo • Politika • Pravo • Promet • Slikarstvo • Strip • Šport • Televizija • Znanost • Zrakoplovstvo • Željeznički promet
Kazalište u 1990.

## Svijet

### Rođenja
- 20. veljače – Momčilo Otašević,  crnogorski i hrvatski kazališni i televizijski glumac.

## Hrvatska i u Hrvata

### Rođenja
- 30. studenoga – Mia Anočić Valentić, hrvatska televizijska, kazališna i filmska glumica.

## Vanjske poveznice
|  | Zajednički poslužitelj ima još gradiva o temi Kazalište u 1990. |